# Домбровський Дмитро Георгійович
Дмитро Георгійович Домбровський (рос. Дмитрий Георгиевич Домбровский, нар.27 вересня 1964 р., м. Вільнюс, Литва) — практикуючий гіпнолог, фахівець в області гіпнозу і нетрадиційних методів лікування (психопрофілактики). Був ведучим шоу «Гіпноз» на телеканалі ТНТ, телепрограми «Я знаю, що ти робив у минулу п'ятницю?!» на каналі «1+1» та програми «Згадати все!» на телеканалі «ТВ3». Випуск його аудіо- і відео- дисків мав комерційний успіх. Відео-записи фрагментів його виступів мають популярність також і в YouTube.

## Життєпис
- Народився у вересні 1964 р.. Його батько мав дві вищі освіти і мав посаду головного конструктора в конструкторському бюро «ЛітБитХім». Матір — помічниця режисера Російського Драмтеатру.
- Закінчив середню школу з посиленим викладанням англійської мови в м. Вільнюс (Литва).
- У 1981 р. працював в театрі монтувальником декорацій.
- У 1982–1984 р. служив у лавах армії СРСР (оператор радіолокаційного вузла).
- У 1985 р. працює лаборантом в НДІ Радіо-вимірювальних приладів. Одружується. Вступає на навчання до Ленінградського Університету імені А. Жданова на факультет журналістики, навчання на якому і закінчив[2]. Захоплюється виступами московського гіпнотизера Михайла Шойфета. Вивчав основи психотерапії та гіпнозу. Експериментував на домашній тварині, потім на друзях із застосуванням навіювання анестезії, позитивних і негативних галюцинацій, каталептичного мосту та ін..
- У 1988 р. написав сценарій програми «Відкрий в собі талант» концертного Палацу. Отримав запрошення від концертного кооперативу. Створена комісія на чолі з головним невропатологом Вільнюса доктором Нуделєм дивилась один з його виступів для підтверджувального акту про безпеку програми на здоров'я людей.
- З 1989 р. виступає зі своєю програмою «Відкрийте в собі талант» і «Медитація в танці». За цей час він провів більше тисячі успішних виступів у різних містах Росії, Білорусі, України, Прибалтики. Укладає контракт з концертною фірмою «Альманах».
- У 1992 р. відзнятий документальний фільм «Феномен Домбровського».
- У 1995 р. створив проект «Клуб Музики і Медітації» у м. Сиктивкар.
- У 1996 р. створив проект «Relax Centras» в Литві (індивідуальна робота з клієнтами: навчання саморегуляції, медитації й самогіпнозу). Виступає в джаз клубі «Tauro Kalno Galerija».
- У 1999 р. експериментує з ЛСД та маріхуаною. Виступає крім Вільнюса і в Калінінграді. Займається містикою бойового мистецтва «Айкідо». Створює проект «Шаман шоу».
- У 2000 р. мав виступ в програмі «Shaman Show — Magic Ritual» в м. Мінськ, у клубі «Jet Set» м. Вільнюс. Крім пізнавальних і розважальних програм він випускає унікальні аудіо-та відео-компакт диски, які допомагають людям позбавитися від різних проблем.
- З 2003 р. займається проектом «XStreaming». Співпрацює з агентством екстремального туризму «Isterella». У Литві дає лекції з основ самогіпнозу та саморегуляції. Організовує експедиції в Перу, Еквадор, Мексику, Індію та інші країни. Метою цих подорожей є проведення церемоній «розширення свідомості» за допомогою «цілющих рослин Сили», що використовуються у багатьох шаманських практиках. У цьому ж році запустив свій персональний сайт «Дом Дао».
- У 2007 р. — стає ведучим телепрограми «Гіпноз на ТНТ» на каналі «ТНТ».
- У 2009 р. — відео-записи з його виступами мають популярність у YouTube[3].
- У 2010 р. — стає ведучим гіпнотизером телепрограми «Я знаю, що ти робив у минулу п'ятницю?!» на каналі «1+1»[4].
- У 2012 р. — відкрив від Інституту Гіпнозу та Психотерапії у Києві тренінги та семінари з практики гіпнозу[5]. Гіпнотизер у програмі «Згадати все!» (рос. Вспомнить всё!) на телеканалі «ТВ3»[6].
- З 2013 р. —  живе на острові Балі, де проводить психотерапевтичні ретрити[7].